# フランス領ウバンギ・シャリ

ウバンギ・シャリ
Oubangui-Chari (フランス語)

国歌: La Marseillaise（フランス語）
ラ・マルセイエーズ

-   1916年以前のウバンギ・シャリ
-   1916年以後のウバンギ・シャリ
-   フランス領赤道アフリカ
-   その他のフランス植民地
-   フランス共和国

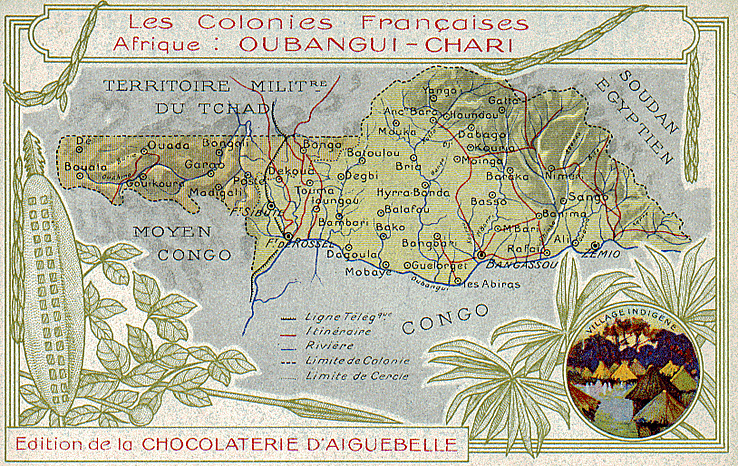
1910年頃の地図

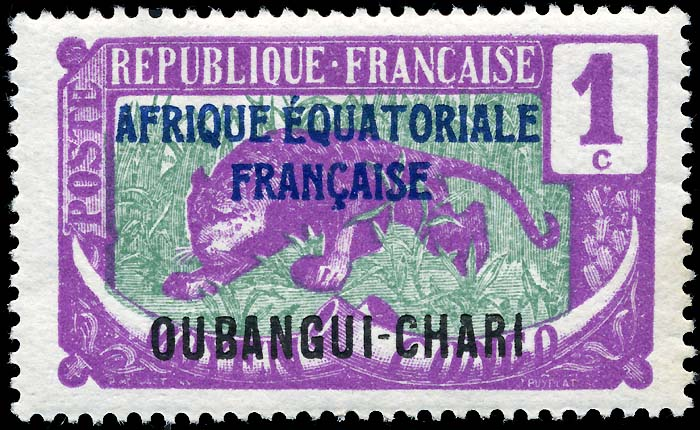
1924年の1サンチーム切手。二重加刷が有る。

フランス領ウバンギ・シャリ（フランス語: Oubangui-Chari）は、フランスが1903年から1958年まで中央アフリカに領有していた植民地である。半分以上の期間はフランス領赤道アフリカの一部だった。ウバンギ川とシャリ川周辺に存在した。

## 歴史
1889年、ウバンギ川の航行拠点としてバンギ事務局が設置された。
1891年12月9日、フランス領コンゴ内に上ウバンギが設置された。
1892年、ベルギー王の私領地であるコンゴ自由国のウバンギ・ボム州(フランス語：Oubangui-Bomou)との境界が北緯4度線に設定されたが、領土問題が発生した。
1894年7月13日、上ウバンギが独立した植民地になった。
1895年、コンゴ自由国との領土問題が解決した。
1899年、上ウバンギがフランス領コンゴに併合された。
1900年9月5日、上シャリ(フランス語：Haut-Chari)が設置された。
上ウバンギ・スルタン国会社が、上ウバンギの14万km2以上の領域でコンセッション方式で独占商業権を獲得した。
1903年12月29日、上ウバンギと上シャリを合わせてウバンギ・シャリとし、フランス領コンゴから分離した。
1906年2月11日、チャド湖周辺の植民地を合併し、ウバンギ・シャリ・チャド(フランス語：Oubangui-Chari-Tchad)となった。
1909年、ベルギー領コンゴからゼミオ・スルタン国とラファイ・スルタン国を獲得した。
1910年1月15日、フランス領コンゴとガボンと合併し、フランス領赤道アフリカ(FEA)となった。
1916年4月12日、ウバンギ・シャリ・チャドとして分離した。
1920年、チャド湖周辺を喪失した。
1934年6月30日、フランス領赤道アフリカに再合併した。
1937年12月31日、フランスの海外県・海外領土として宣言された。
1940年6月16日～8月29日、ヴィシー政権に従った。
その後自由フランスに占領された。
1958年12月1日、中央アフリカ共和国に改名し、自治権を獲得した。
1960年8月13日、名前はそのままで独立した。